# I Wanna Be Sedated
«I Wanna Be Sedated» es una de las canciones más conocidas del grupo de punk rock Ramones. Fue lanzada en 1978 y apareció en su cuarto álbum, Road to Ruin. La canción fue lanzada como sencillo en los Estados Unidos en 1980 por RSO Records del álbum de la banda sonora de Times Square. 

## Historia
«I Wanna Be Sedated» fue escrita por Joey Ramone en 1978. En una entrevista acerca de la canción, Joey, explicó: 

"Es una canción que escribí en 1977 en la carretera. Bueno, Danny Fields fue nuestro primer director y dijo que trabajaría con nosotros hasta la muerte. Estabamos en la carretera y nos fuimos a Inglaterra, y allí estuvimos en Navidad. No había nada que hacer, a dónde ir. Aquí estábamos en Londres por primera vez en nuestras vidas, y yo, y Dee Dee Ramone compartíamos una habitación en el hotel, y estábamos viendo Los cañones de Navarone. Así que no había nada que hacer, quiero decir, estamos en Londres, y esto es lo que estamos haciendo, ver películas estadounidenses en la habitación de hotel."

 También podemos encontrar una interpretación por parte de The Offspring, en tributo a los Ramones en el trabajo We're a Happy Family.
1. REDIRECT

## Video musical
El video musical para la canción fue dirigido por Bill Fishman y fue lanzado en septiembre de 1988 (diez años después de la publicación original) para promover el álbum recopilatorio Ramones Mania. El video muestra a los integrantes de The Ramones sentados en una mesa mientras leen y comen tranquilamente Corn Flakes. Mientras tanto, en la sala de fondo estalla en un lugar de encuentro para las monjas, acróbatas, bailarinas, monstruos, porristas, payasos, doctores, y las escolares fumando. La película es intencionalmente acelerada para mostrar la emoción de los antecedentes y el carácter soporífero de la banda. Uno de los personajes del vídeo es una joven Courtney Love.

## Recepción por la crítica
«I Wanna Be Sedated» fue colocada en el número 144 por la revista Rolling Stone en su lista de las 500 mejores canciones de todos los tiempos. 
En 1999, la National Public Radio incluyó la canción en el "NPR 100", en el que los editores de música de NPR trataron de recopilar las cien más importantes obras musicales de América del siglo XX.

## Versiones
- The Offspring hizo su versión para el álbum tributo a The Ramones: We're a Happy Family. Y la interpreta en la película Idle Hands.
- Operation Ivy la grabó en el E.P. Ramones.
- The Adicts  hizo una versión para su álbum de 1982 Sound of Music.
- Bruce Springsteen and the E Street band la tocó en directo en Boston el 22 de abril de 2009 a solicitud del público.
- The New York Dolls la hizo pieza recurrente en sus presentaciones en directo.
- Vince Neil la incluyó como lado B de su sencillo «Sister of Pain».
- The Young@Heart chorus hizo una versión en 2008.
- La banda de Country Two Tons of Steel hizo una versión en su álbum Vegas.
- The Go-Go's  hizo una versión de la canción para el DVD Live Go-Go's in Central Park.
- The Misfits la incluye en su repertorio en directo desde 2001.